# 1924년 동계 올림픽 크로스컨트리
1924년 동계 올림픽의 크로스컨트리는 1924년 1월 30일부터 2월 2일까지 프랑스 샤모니에서 경기가 진행되었다.

## 참가 국가
총 12개국, 59명의 선수가 참가하였다.
| - 노르웨이 (5명) - 라트비아 (1명) - 미국 (4명) - 스웨덴 (6명) |  | - 스위스 (7명) - 유고슬라비아 (4명) - 이탈리아 (7명) - 체코슬로바키아 (6명) |  | - 폴란드 (3명) - 프랑스 (8명) - 핀란드 (5명) - 헝가리 (3명) |

## 메달 집계

### 최종 순위
| 순위 | 국가     | 금메달 | 은메달 | 동메달 | 합계 |
| ---- | -------- | ------ | ------ | ------ | ---- |
| 1    | 노르웨이 | 2      | 2      | 1      | 5    |
| 2    | 핀란드   | 0      | 0      | 1      | 1    |
| 합계 | 합계     | 2      | 2      | 2      | 6    |

### 메달리스트
| 종목             | 금                       | 은                             | 동                           |
| ---------------- | ------------------------ | ------------------------------ | ---------------------------- |
| 남자 18km 자세히 | 톨레이프 헤우 · 노르웨이 | 요한 그뢰텀브로텐 · 노르웨이   | 타파니 니쿠 · 핀란드         |
| 남자 50km 자세히 | 톨레이프 헤우 · 노르웨이 | 토랄프 스트룀스타드 · 노르웨이 | 요한 그뢰텀브로텐 · 노르웨이 |

## 참조
- (영어) IOC 데이터베이스
- (영어) “Cross Country Skiing at the 1924 Chamonix Winter Games”. sports-reference.com. 2010년 3월 8일에 원본 문서에서 보존된 문서. 2011년 8월 31일에 확인함.

| 올림픽 크로스컨트리 |                                             |                   |
| 이전                | 1924년 동계 올림픽 크로스컨트리 샤모니 1924 | 다음              |
|                     | 1924년 동계 올림픽 크로스컨트리 샤모니 1924 | 장크트모리츠 1928 |
|                     |                                             |                   |
|                     |                                             |                   |